# Frank-Newnes-Gletscher
Der Frank-Newnes-Gletscher ist ein kurzer Gletscher an der Pennell-Küste des ostantarktischen Viktorialands. Er mündet in das Kopfende der Pressure Bay.
Teilnehmer der Southern-Cross-Expedition (1898–1900) unter der Leitung des norwegischen Polarforschers Carsten Egeberg Borchgrevink kartierten ihn erstmals. Borchgrevink benannte den Gletscher nach Frank Hilliard Newnes (1876–1955), einziger Sohn des Verlegers George Newnes (1851–1910), Sponsor der Forschungsreise.